# Sint-Ludgerkerk (Garnwerd)
De Sint-Ludgerkerk in Garnwerd is oorspronkelijk een romanogotische kerk, die gebouwd werd in het begin van de 13e eeuw.
Van de kerk is het koor het oudste deel. Dit deel van de kerk werd gebouwd in het begin van de 13e eeuw. Het schip dateert uit een latere periode en werd gebouwd op het einde van de 14e eeuw. De oude toren van de kerk stortte in 1738 grotendeels in. In 1751 werden de toren en de westmuur herbouwd. Dit jaartal is te vinden op een gedenksteen, die getuige de tekst van de steen, in latere jaren is vervangen:
Looft God in zijn heiligdom
IN DEN JARE MDCCLI (1751) IS DEZE TOREN GEBOUWD
Door Garnwerder en Oostumer Collatoren
Is deze steen wier doel schier was verloren
Vernieuwd en in zijn ouden staat hersteld
Toen achttienhonderd met zestien werd geteld
De kerk is in 1976 gerestaureerd, waarbij de witte pleisterlaag werd verwijderd. 
De opdracht tot de bouw van het nieuwe kerkorgel werd in 1809 gegeven door Carolus Justus Lewe, heer van Aduard. De orgelbouwer was Lambertus van Dam uit Leeuwarden. In 1834 werd het orgel door de zonen van Van Dam verder uitgebreid. Het zou volgens de overlevering oorspronkelijk bestemd zijn geweest voor de Abdijkerk van Aduard, maar het schip dat het orgel vervoerde kwam vast te zitten in het ijs bij Garnwerd. De opdrachtgever, C.J. Lewe van Aduard, had financiële problemen en verkocht het orgel aan Garnwerd.
Preekstoel, herenbank en avondmaalstafel dateren uit de 17e en 18e eeuw.

## Gebruik
De kerk is eigendom van de Stichting Oude Groninger Kerken en is niet meer in gebruik als kerkgebouw. Het gebouw heeft een culturele bestemming. 

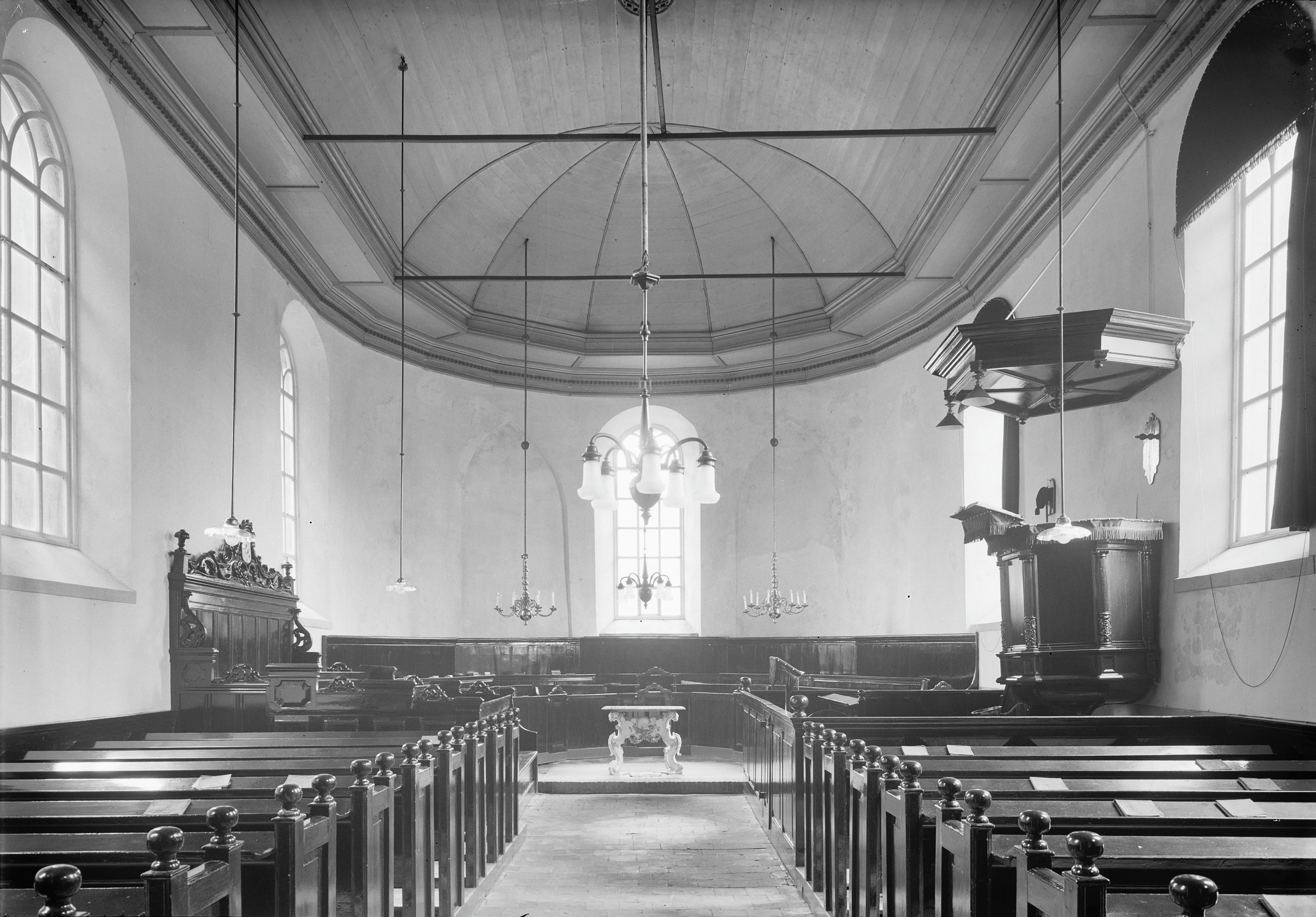
Interieur (1941)
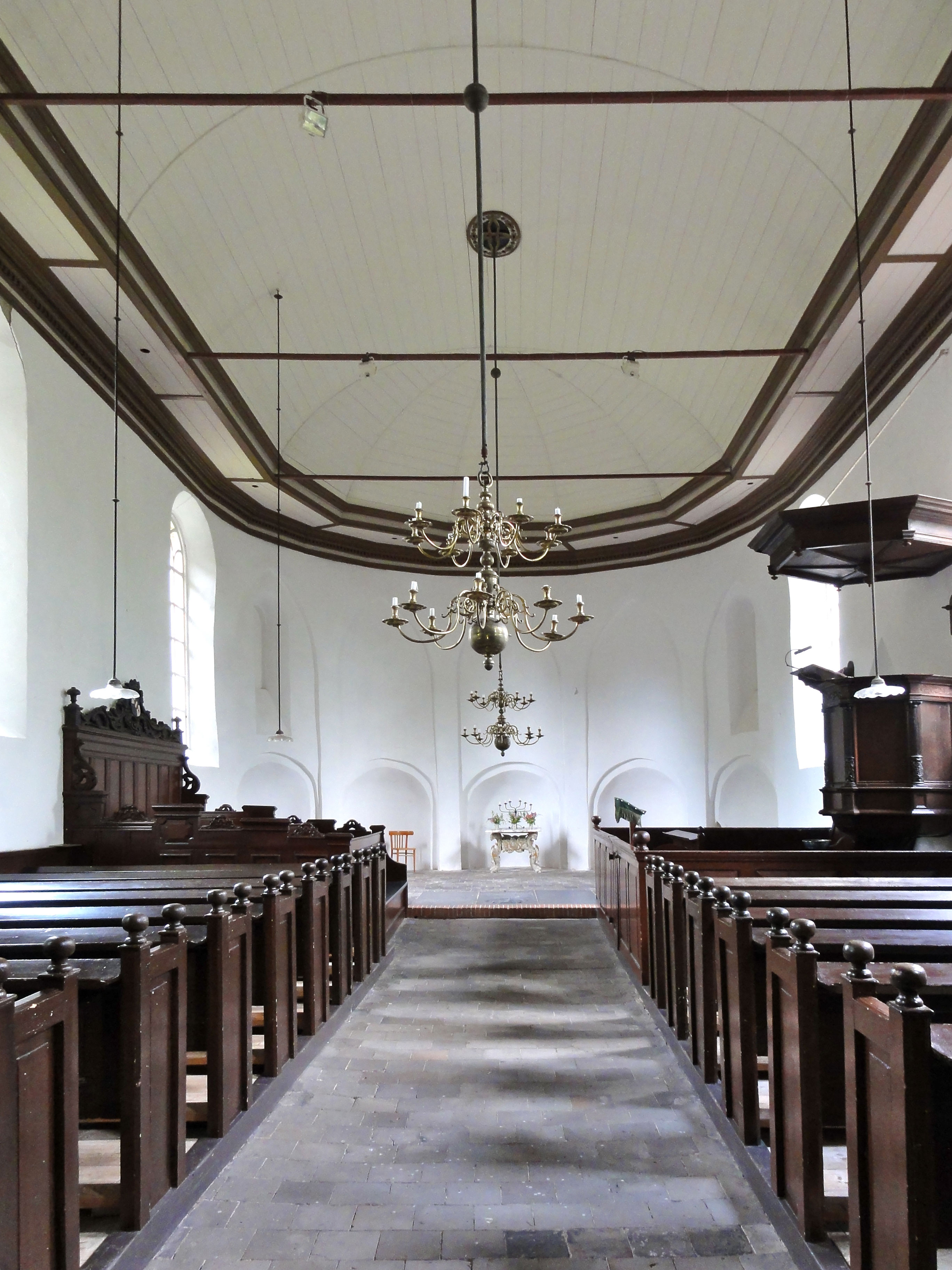
Interieur (2010)
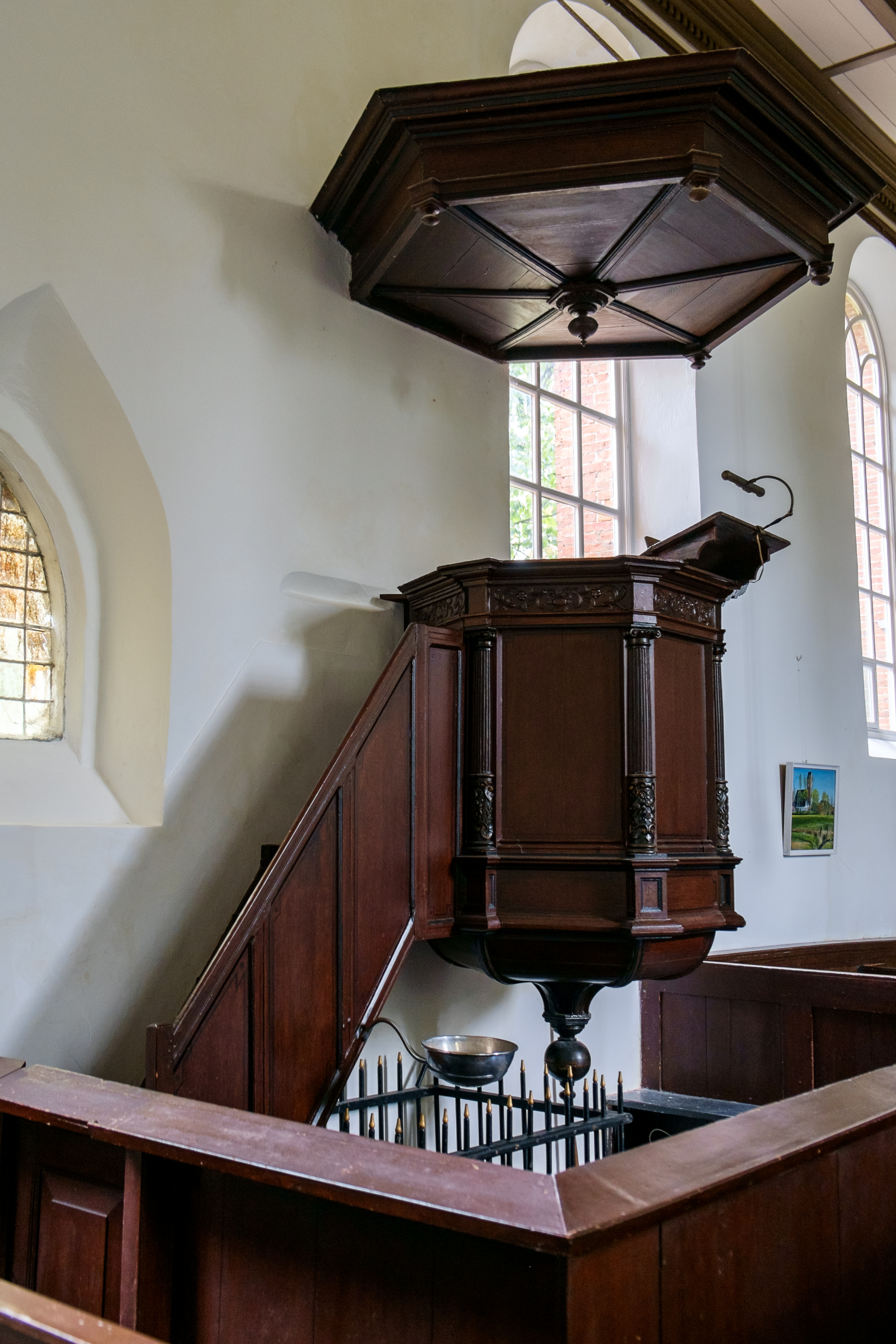
Preekstoel met klankbord
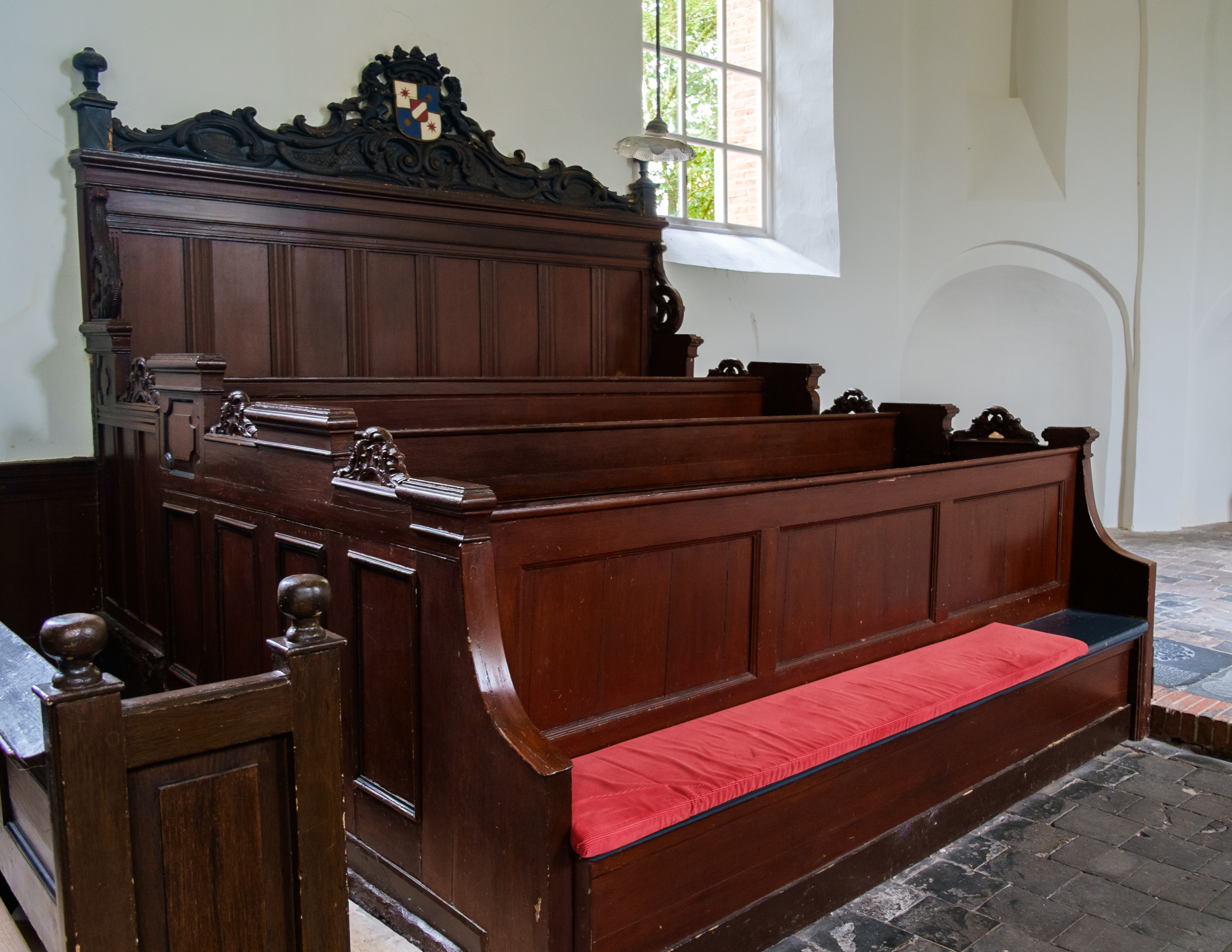
Herenbank
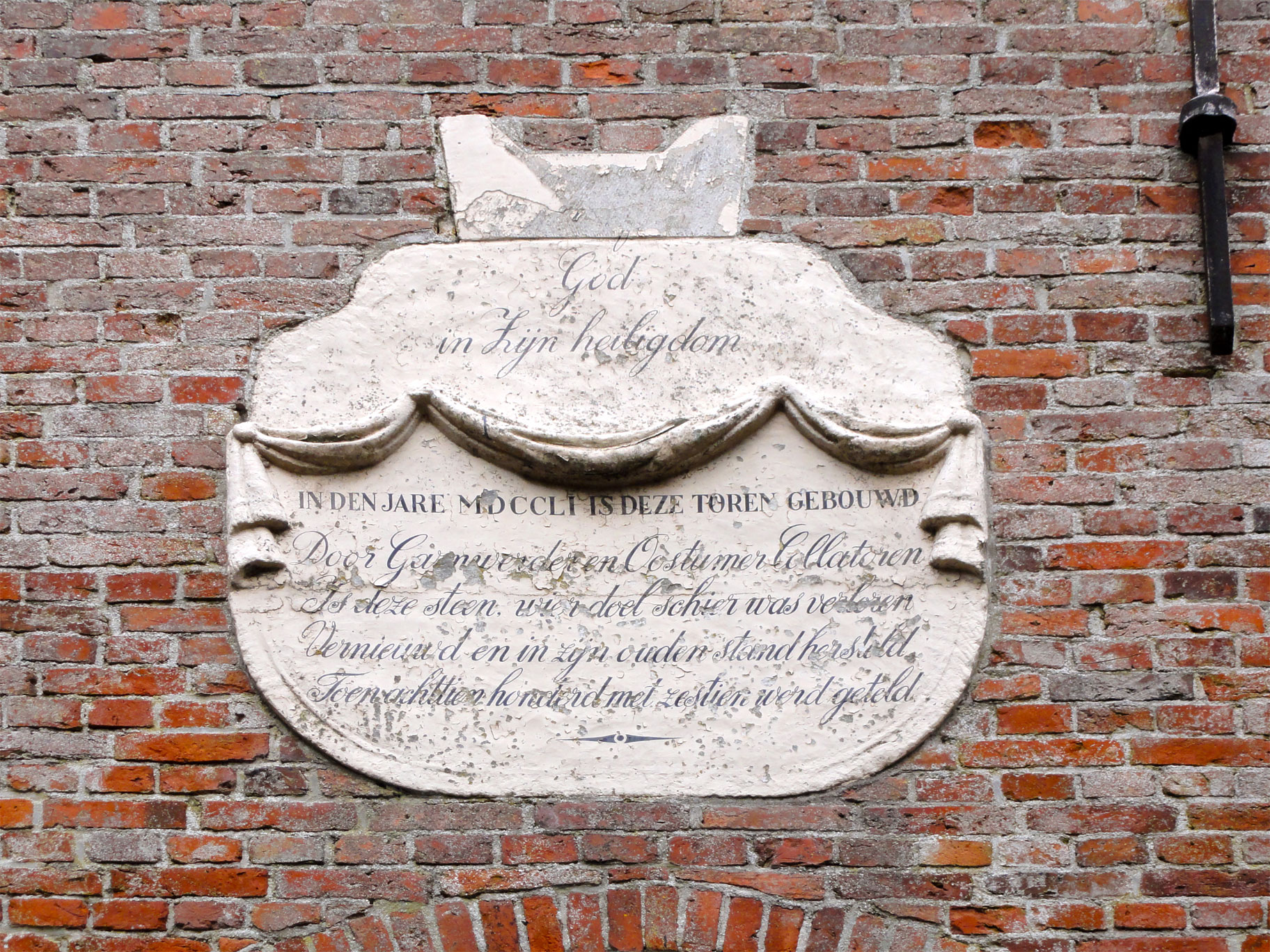
Gedenksteen bouw van de toren
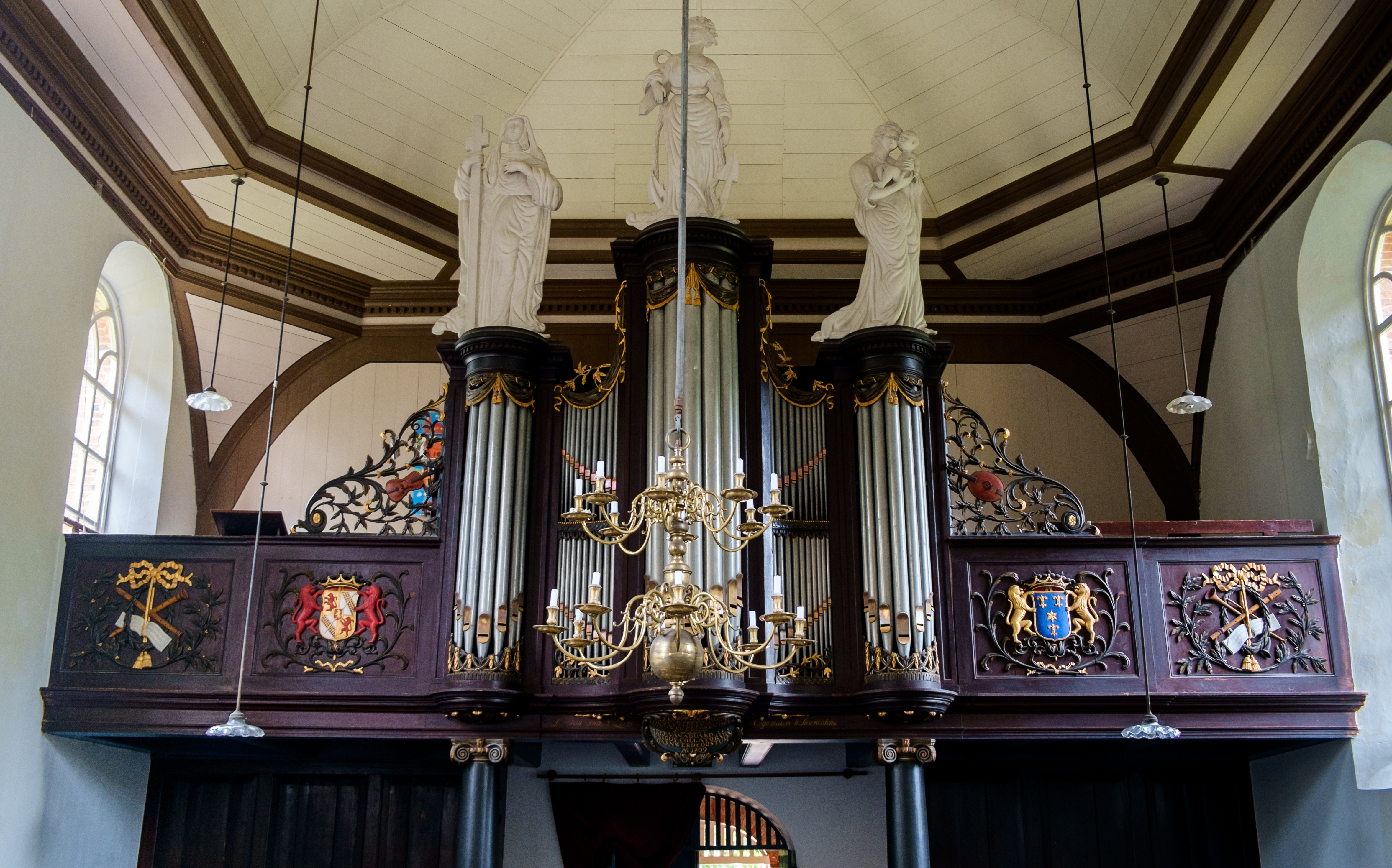
Het Van Dam-orgel
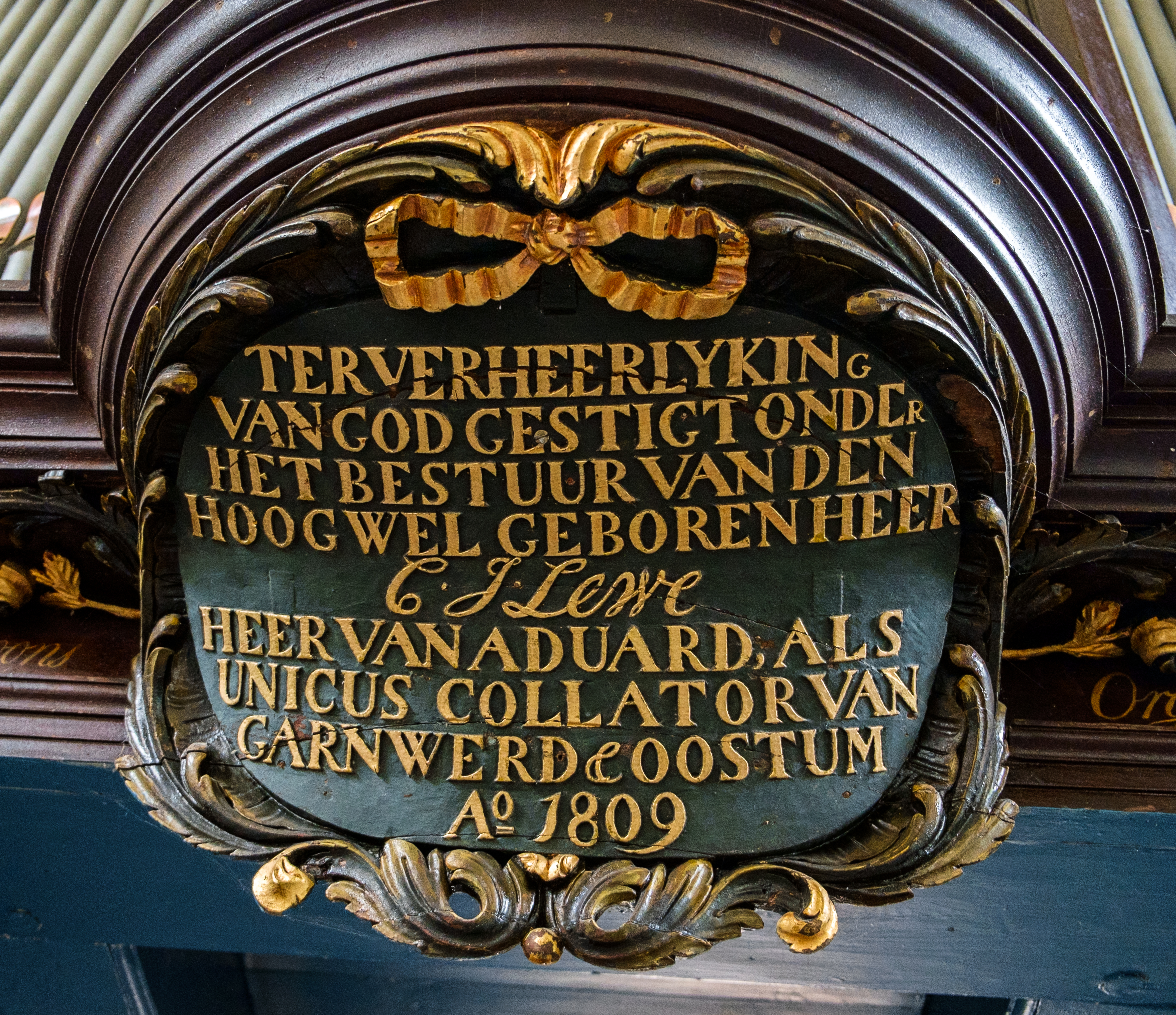
Gedenkbord bouw van het orgel
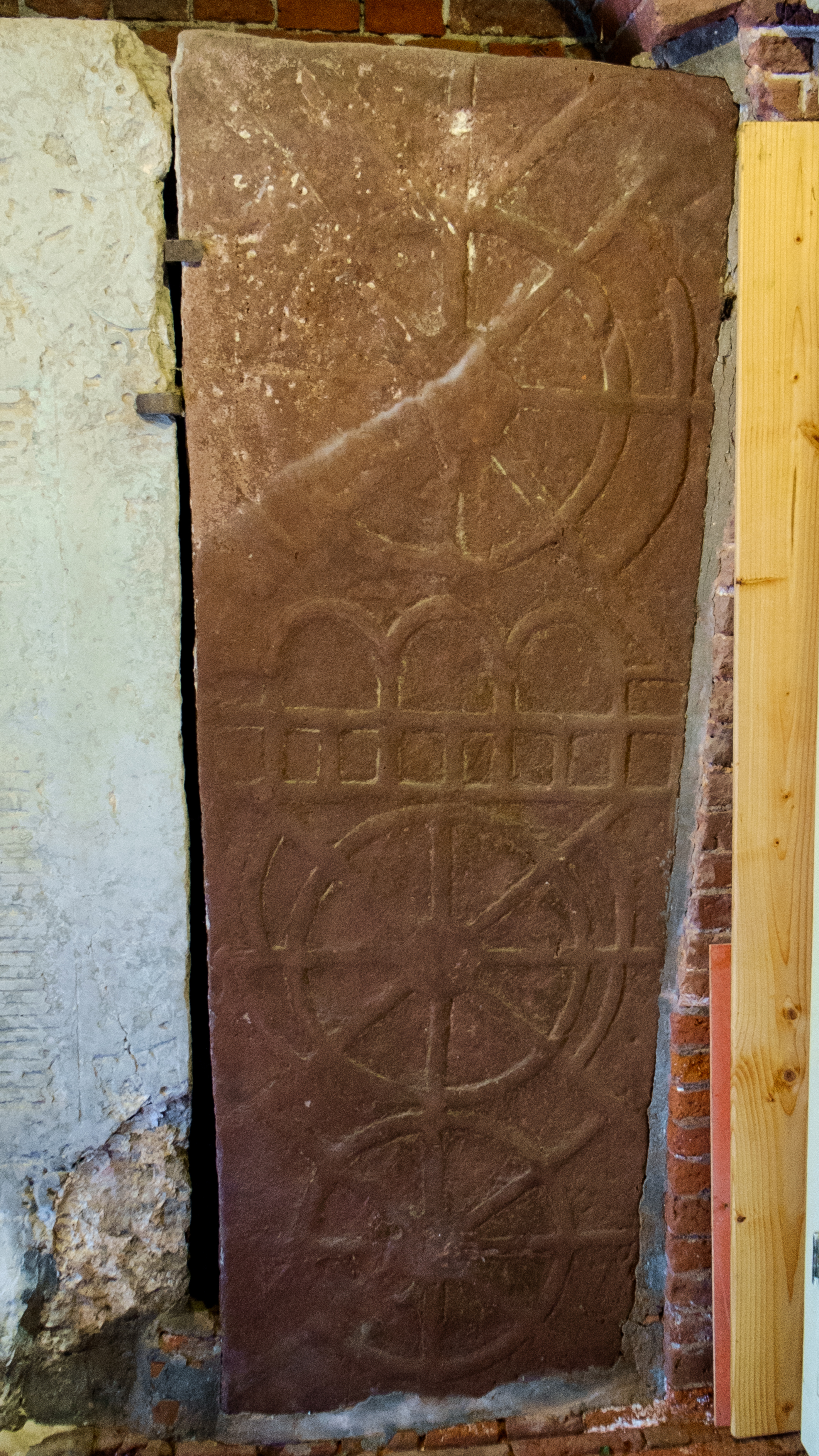
zandstenen sarcofaagdeksel met zonneraderen uit de 12e of 13e eeuw